# Lasse Behm
Carl Helge Lars (Lasse) Behm, född 2 juni 1905 i Åmot i Gästrikland, död 27 maj 1981 i Karlstad, var en svensk målare och dekorationsmålare.
Behm studerade vid Konsthögskolan i Stockholm 1929–1931 och under studieresor i utlandet. Han medverkade i utställningen De 7 i Karlstad 1928.
Hans konst består av stilleben och landskap. 